# Euphaea yayeyamana
Euphaea yayeyamana är en trollsländeart som beskrevs av Matsumura 1913. Euphaea yayeyamana ingår i släktet Euphaea och familjen Euphaeidae. Inga underarter finns listade i Catalogue of Life.